# José Tehuitzil
José Daniel Tehuitzil Rosas (Puebla de Zaragoza, México, 8 de noviembre de 1988) es un futbolista mexicano que juega como centrocampista en el Tlaxcala Fútbol Club de la Liga de Expansión MX de México.

## Trayectoria
Es un volante que comenzó su carrera con los Lobos de la BUAP en 2009, con este equipo disputó más de 100 partidos y convirtió dos goles. Resaltando que fue subcampeón de la Liga de Ascenso de México en el Clausura 2012. El 11 de junio de 2015, se anunció, mediante el Draft del Ascenso MX, su arribo a Ciudad Juárez para convertirse en nuevo jugador del FC Juárez.

## Clubes
| Club                | País   | Año             | Partidos | Goles |
| ------------------- | ------ | --------------- | -------- | ----- |
| Lobos BUAP          | México | 2009 - 2015     | 121      | 2     |
| Juárez              | México | 2015 - 2016     | 41       | 1     |
| Lobos BUAP          | México | 2016 - 2017     | 14       | 0     |
| Alebrijes de Oaxaca | México | 2017 - Presente | 67       | 2     |

## Palmarés

### Títulos nacionales
| Título             | Club       | País   | Año  |
| ------------------ | ---------- | ------ | ---- |
| Ascenso MX         | Lobos BUAP | México | 2017 |
| Campeón de Ascenso | Lobos BUAP | México | 2017 |
| Ascenso MX         | Alebrijes  | México | 2017 |
| Campeón de Ascenso | Lobos BUAP | México | 2017 |
| Ascenso MX         | Alebrijes  | México | 2019 |